# Rio Groapele (Văsălatu)
O Rio Groapele é um rio da Romênia, afluente do Văsălatu, localizado no distrito de Argeş.